# François (Deux-Sèvres)
François település Franciaországban, Deux-Sèvres megyében. Lakosainak száma 976 fő (2022. január 1.). François La Crèche, Chauray, Cherveux és Saint-Gelais községekkel határos.

## Népesség
A település népességének változása:
| Lakosok száma | 969  | 967  | 988  | 954  | 948  | 953  | 953  | 953  | 976  |
|               | 2013 | 2015 | 2016 | 2017 | 2018 | 2019 | 2020 | 2021 | 2022 |